# Canton de Laon-2
Le canton de Laon-2 est une circonscription électorale française du département de l'Aisne, créée par le décret du 21 février 2014 et entrant en vigueur lors des élections départementales de 2015.

## Histoire
Un nouveau découpage territorial de l'Aisne entre en vigueur en mars 2015, défini par le décret du 21 février 2014, en application des lois du 17 mai 2013 (loi organique 2013-402 et loi 2013-403). Les conseillers départementaux sont, à compter de ces élections, élus au scrutin majoritaire binominal mixte. Les électeurs de chaque canton élisent au Conseil départemental, nouvelle appellation du Conseil général, deux membres de sexe différent, qui se présentent en binôme de candidats. Les conseillers départementaux sont élus pour 6 ans au scrutin binominal majoritaire à deux tours, l'accès au second tour nécessitant 12,5 % des inscrits au premier tour. En outre la totalité des conseillers départementaux est renouvelée. Ce nouveau mode de scrutin nécessite un redécoupage des cantons dont le nombre est divisé par deux avec arrondi à l'unité impaire supérieure. 
Dans l'Aisne, le nombre de cantons passe ainsi de 42 à 21. Le canton de Laon-2 fait partie des huit nouveaux cantons du département, les treize autres cantons portant la dénomination d'un ancien canton, mais avec des limites territoriales différentes. Le canton de Laon-2 reprend l'ensemble des communes du canton de Laon-Sud sauf les communes de Clacy-et-Thierret et de Ployart-et-Vaurseine, avec modification de la fraction cantonale de la ville de Laon. Lierval,  Cerny-en-Laonnois, Colligis-Crandelain, Chamouille, Monthenault et Martigny-Courpierre, toutes communes du canton de Craonne, sont adjointes au nouveau canton. Laval-en-Laonnois du canton d'Anizy-le-Château est aussi adjointe au nouveau canton de Laon-2. Le bureau centralisateur est fixé à Laon.

## Représentation
| Période élective | Période élective | Mandat | Mandat   | Identité                 | Nuance | Nuance | Qualité                                                                |
| ---------------- | ---------------- | ------ | -------- | ------------------------ | ------ | ------ | ---------------------------------------------------------------------- |
| 2015             | 2021             | 2015   | 2021     | Thierry Delerot          |        | DVG    | Professeur Ancien conseiller général du Canton de Laon-Sud (2008-2015) |
| 2015             | 2021             | 2015   | 2021     | Brigitte Fournié-Turquin |        | EELV   | Enseignante Ancienne conseillère municipale de Laon                    |
| 2021             | 2028             | 2021   | en cours | Thierry Delerot          |        | DVG    | Ancien conseiller général du Canton de Laon-Sud (2008-2015)            |
| 2021             | 2028             | 2021   | en cours | Brigitte Fournié-Turquin |        | EELV   | Ancienne conseillère municipale de Laon                                |

### Résultats détaillés

#### Élections de mars 2015
- À l'issue du premier tour des élections départementales de 2015, deux binômes sont en ballottage : Christian Bernard et Véronique Vasseur (FN, 29,67 %) et Thierry Delerot et Brigitte Fournié-Turquin (Union de la Gauche, 29,07 %). Le taux de participation est de 52,02 % (8 769 votants sur 16 858 inscrits)[4] contre 53,32 % au niveau départemental[5] et 50,17 % au niveau national[6].

- Au second tour, Thierry Delerot et Brigitte Fournié-Turquin (Union de la Gauche) sont élus Conseillers départementaux de l'Aisne avec 59,9 % des suffrages exprimés et un taux de participation de 52,95 % (4 794 voix pour 8 925 votants et 16 857 inscrits)[7].

Thierry Delerot a quitté le PS en 2017.

#### Élections de juin 2021
Le premier tour des élections départementales de 2021 est marqué par un très faible taux de participation (33,26 % au niveau national). Dans le canton de Laon-2, ce taux de participation est de 33,66 % (5 629 votants sur 16 721 inscrits) contre 34,94 % au niveau départemental. À l'issue de ce premier tour, deux binômes sont en ballottage : Thierry Delerot et Brigitte Fournié Turquin (DVG, 32,11 %) et Maryline Mae Georgeon et Paul-Henry Hansen-Catta (RN, 23,61 %).
Le second tour des élections est marqué une nouvelle fois par une abstention massive équivalente au premier tour. Les taux de participation sont de 34,3 % au niveau national, 34,65 % dans le département et 33,12 % dans le canton de Laon-2. Thierry Delerot et Brigitte Fournié Turquin (DVG) sont élus avec 68,62 % des suffrages exprimés (3 506 voix pour 5 538 votants et 16 723 inscrits),,.

## Composition
Le canton de Laon-2 est composé de 24 communes entières et une fraction de la commune de Laon.
| Nom                          | Code Insee | Intercommunalité   | Superficie (km2) | Population (dernière pop. légale)                | Densité (hab./km2) | Modifier                                    |
| ---------------------------- | ---------- | ------------------ | ---------------- | ------------------------------------------------ | ------------------ | ------------------------------------------- |
| Laon (bureau centralisateur) | 02408      | CA du Pays de Laon | 42,00            | Fraction : 15 491 (2022) Commune : 24 066 (2022) | 573                | modifier les données · modifier les données |
| Arrancy                      | 02024      | CA du Pays de Laon | 5,57             | 45 (2022)                                        | 8,1                | modifier les données · modifier les données |
| Athies-sous-Laon             | 02028      | CA du Pays de Laon | 15,44            | 2 600 (2022)                                     | 168                | modifier les données · modifier les données |
| Bièvres                      | 02088      | CA du Pays de Laon | 2,64             | 80 (2022)                                        | 30                 | modifier les données · modifier les données |
| Bruyères-et-Montbérault      | 02128      | CA du Pays de Laon | 11,61            | 1 419 (2022)                                     | 122                | modifier les données · modifier les données |
| Cerny-en-Laonnois            | 02150      | CA du Pays de Laon | 7,22             | 63 (2022)                                        | 8,7                | modifier les données · modifier les données |
| Chamouille                   | 02158      | CA du Pays de Laon | 3,34             | 270 (2022)                                       | 81                 | modifier les données · modifier les données |
| Chérêt                       | 02177      | CA du Pays de Laon | 3,71             | 146 (2022)                                       | 39                 | modifier les données · modifier les données |
| Chivy-lès-Étouvelles         | 02191      | CA du Pays de Laon | 3,54             | 488 (2022)                                       | 138                | modifier les données · modifier les données |
| Colligis-Crandelain          | 02205      | CA du Pays de Laon | 6,53             | 212 (2022)                                       | 32                 | modifier les données · modifier les données |
| Eppes                        | 02282      | CA du Pays de Laon | 7,71             | 438 (2022)                                       | 57                 | modifier les données · modifier les données |
| Étouvelles                   | 02294      | CA du Pays de Laon | 2,38             | 207 (2022)                                       | 87                 | modifier les données · modifier les données |
| Festieux                     | 02309      | CA du Pays de Laon | 6,67             | 707 (2022)                                       | 106                | modifier les données · modifier les données |
| Laval-en-Laonnois            | 02413      | CA du Pays de Laon | 4,51             | 248 (2022)                                       | 55                 | modifier les données · modifier les données |
| Lierval                      | 02429      | CA du Pays de Laon | 3,77             | 120 (2022)                                       | 32                 | modifier les données · modifier les données |
| Martigny-Courpierre          | 02471      | CA du Pays de Laon | 4,46             | 135 (2022)                                       | 30                 | modifier les données · modifier les données |
| Montchâlons                  | 02501      | CA du Pays de Laon | 6,76             | 74 (2022)                                        | 11                 | modifier les données · modifier les données |
| Monthenault                  | 02508      | CA du Pays de Laon | 2,94             | 145 (2022)                                       | 49                 | modifier les données · modifier les données |
| Nouvion-le-Vineux            | 02561      | CA du Pays de Laon | 3,53             | 143 (2022)                                       | 41                 | modifier les données · modifier les données |
| Orgeval                      | 02573      | CA du Pays de Laon | 2,41             | 55 (2022)                                        | 23                 | modifier les données · modifier les données |
| Parfondru                    | 02587      | CA du Pays de Laon | 9,08             | 351 (2022)                                       | 39                 | modifier les données · modifier les données |
| Presles-et-Thierny           | 02621      | CA du Pays de Laon | 8,33             | 400 (2022)                                       | 48                 | modifier les données · modifier les données |
| Samoussy                     | 02697      | CA du Pays de Laon | 25,04            | 387 (2022)                                       | 15                 | modifier les données · modifier les données |
| Veslud                       | 02791      | CA du Pays de Laon | 4,13             | 269 (2022)                                       | 65                 | modifier les données · modifier les données |
| Vorges                       | 02824      | CA du Pays de Laon | 4,78             | 383 (2022)                                       | 80                 | modifier les données · modifier les données |
| Canton de Laon-2             | 0210       |                    | 179,09           | 24 876 (2022)                                    | 139                | modifier les données                        |

Le canton comprend en outre la fraction de la commune de Laon non incluse dans le canton de Laon-1.

## Démographie
En 2022, le canton comptait 24 876 habitants, en évolution de −3,42 % par rapport à 2016 (Aisne : −1,97 %, France hors Mayotte : +2,11 %).
| 2013   | 2018   | 2022   |
| ------ | ------ | ------ |
| 25 754 | 25 261 | 24 876 |